# 曼加内塞斯德拉波尔沃罗萨
曼加内塞斯德拉波尔沃罗萨，是西班牙卡斯蒂利亚-莱昂萨莫拉省的一个市镇。 总面积16平方公里，总人口835人（2001年），人口密度52人/平方公里。